# 比利亚尔伦戈
比利亚尔伦戈，是西班牙阿拉贡自治区特鲁埃尔省的一个市镇。总面积160平方公里，总人口207人（2001年），人口密度1人/平方公里。